# Paul Polman
Paulus Gerardus Josephus Maria Polman, KBE  (nacido el 11 de julio de 1956) es un empresario y autor holandés. Fue el director ejecutivo (CEO) de la empresa Británica de consumo masivo Unilever. Polman también es autor de Neto Positivo: Cómo las Empresas Valientes Prosperan Dando más de lo que reciben.
Mientras fue director ejecutivo de Unilever de 2009 a 2019, estableció una visión ambiciosa para desacoplar completamente el crecimiento empresarial de su huella ambiental general y aumentar el impacto social positivo de la empresa a través del Plan de Vida Sostenible de Unilever.  Durante el mandato de Polman, proporcionó un rendimiento muy superior al de sus rivales y más del doble que el del índice FTSE. En 2018, el Financial Times calificó a Polman como “un director ejecutivo destacado de la última década”.
En 2019, junto con Jeff Seabright (ex director de sostenibilidad de Unilever), cofundó una nueva organización llamada Imagine World para ayudar a las empresas a "erradicar la pobreza y la desigualdad y frenar el cambio climático galopante". En 2022, Systemiq, una empresa de consultoría medioambiental centrada en cambios esenciales de sistemas, de la que Polman es miembro de la junta directiva y accionista importante, compró Imagine World.
Polman también fue uno de los primeros defensores de la inversión Net Positive, a través de la cual invierte en empresas con fines de lucro cuya misión es generar alto impacto y rentabilidad financiera. Polman forma parte de la junta de fundadores de TPG Rise, un fondo de impacto social de 7 mil millones de dólares, junto con Bono y Jeffrey Skoll . Polman también es copresidente fundador de EQT Future, un fondo de impacto a largo plazo de 3000 millones de euros, junto con Jacob Wallenberg. Polman también es un inversor activo de capital de riesgo y ha participado en varias recaudaciones de fondos de alto perfil para empresas centradas en el clima y en una misión. Como resultado de su trabajo defendiendo causas relacionadas con el cambio climático, la desigualdad y la sostenibilidad, Polman se ha convertido en una figura global destacada en la lucha por negocios más responsables.